# Parc national Huerquehue
Le parc national Huerquehue est un parc national situé dans la région de l'Araucanie au Chili. Créé en 1967 par le décret D.S. no 347 du ministère de l'agriculture, le parc avait une superficie 39 km2. Grâce à un nouveau décret en 1985, le parc s'agrandit de 8 600 km2. Il est administré par la Corporación Nacional Forestal (CONAF).
Le parc qui présente des forêts de conifères tempérées, héberge le volcan Villarrica et de nombreux lacs comme les Lagos Chico, Verde, Toro, Tinquilco.